# ليون بيري
ليون بيري (بالإنجليزية: Leon Berry)‏ هو عازف الأرغن أمريكي، ولد في 1914، وتوفي في 1996.